# Amata hanningtoni
Amata hanningtoni là một loài bướm đêm thuộc phân họ Arctiinae, họ Erebidae.